# Batalla de San Lorenzo (México)
La Batalla de San Lorenzo fue el combate que se libró durante la segunda Intervención Francesa en México, en el pueblo de San Lorenzo Almecatla, estado de Puebla, México, el 8 de mayo de 1863, entre el ejército francés y el Ejército del Centro.
El Ejército del Centro, al mando del general Ignacio Comonfort, se conformaba por tres divisiones. La primera de ellas al mando del general Echegaray, la segunda al mando del general Ángel Trías Álvarez y la tercera al mando del general Plácido Vega Daza.
Por órdenes del general Comonfort, el 7 de mayo de 1863, camino de Tlaxcala a Puebla, la primera división pernoctó en el pueblo de San Lorenzo, la segunda división hacía lo mismo en Panzacola y la última se encontraba en el pueblo de Santo Toribio. Todas estas fuerzas se reunirían en Puebla para realizar un ataque conjunto con el ejército sitiado, además de introducir víveres a la plaza.
Por la mañana del día 8 el ejército francés se hizo presente en San Lorenzo Almecatla y atacó a las divisiones primera y segunda. Ante esto, Ignacio Comonfort envió una orden urgente al general Vega para que moviera a sus hombres hacia el campo de batalla. La tercera división debería cubrir el repliegue que efectuaban las dos primeras divisiones. Entonces la tercera división avanzó hacia el pueblo de Santa Inés; luego, por instrucciones de un comandante de ingenieros, se trasladó hasta el camino que llevaba hasta la ciudad de Tlaxcala. En ese punto los batallones de la tercera división cubrían la retirada que efectuaban las dos primeras divisiones.
Tras los soldados mexicanos se hicieron presentes los soldados invasores; sin embargo, se ordenó al general Vega unirse al repliegue hacia la ciudad de Tlaxcala.

## Bajas
En la Batalla de San Lorenzo la tercera división resultó ilesa; sin embargo las divisiones primera y segunda del Ejército del Centro tuvieron 1000 caídos, entre heridos y muertos, 1000 prisioneros, 56 de ellos oficiales. Además se perdieron, entre otras cosas, tres banderas, 400 mulas, siete piezas de artillería y otras armas.

## Consecuencias de esta batalla
El poderío del ejército francés obligó al ejército mexicano a replegarse hasta la Ciudad de México. Después, ante el avance de los franceses, el presidente Benito Juárez se vio obligado a abandonar la Ciudad de México e iniciar su presidencia errante el 31 de mayo siguiente. Luego, el propio ejército mexicano se vio obligado a abandonar la ciudad capital, siendo el general Plácido Vega y sus hombres quienes constituían la retaguardia y los últimos soldados en abandonar esta ciudad a las 2:30 de la mañana del día 2 de junio siguiente.